# Hiep Thi Le
Hiep Thi Le (18 de febrero de 1971 – 19 de diciembre de 2017) fue una actriz nacida en Vietnam, reconocida por su aclamado papel en la película El cielo y la tierra (1993), donde interpreta a una mujer que es violada por tropas del Viet Cong y que más tarde se muda a los Estados Unidos.

## Carrera
Le fue seleccionada entre 16.000 aspirantes para participar en la película El cielo y la tierra de Oliver Stone y finalmente fue elegida para el papel protagónico, interpretando a Le Ly Hayslip. La actriz afirmó lo siguiente al ser seleccionada: "No sé cómo llegué aquí ... mi primo escuchó acerca de estas audiciones para una película, y simplemente fui con un amigo para ver de qué se trataba. Me llamaban constantemente". En la película interpreta a una mujer que es violada y torturada en Vietnam y que se convierte en ama de casa, madre y empresaria abusada en los Estados Unidos.
Según Stone, "nuestra gente la vio, la puso en vídeo, pensó que era la perfecta para el rol y la llevó a Los Ángeles. Pensé que era carismática. Trabajamos con ella, la pusimos en vídeo con otros actores, la presentamos a Tommy Lee Jones, Joan Chen y Haing S. Ngor, y luego la pusimos en la película. La probamos durante aproximadamente cinco meses, continuamente, y ella ganó el papel. No la envié a ninguna escuela de actuación. No lo hice. Era una actriz natural".
Le apareció posteriormente en Bugis Street (1995, estrenada en los Estados Unidos en 1997) y coprotagonizó Dead Man Can't Dance (1997). Le hizo una aparición en la película de 1999 Bastards. Apareció en Green Dragon en 2001, al lado de Patrick Swayze y Forest Whitaker. En 2017, la actriz falleció a causa de cáncer de estómago, a la edad de 46 años. Como dato curioso el actor Haing S. Ngor que hizo de su padre en el filme murió a los 55 años en 1996.

## Filmografía seleccionada
- Heaven & Earth (1993)
- Bugis Street (1995)
- Hey Arnold! (1996)
- Cruel Intentions (1999)
- Green Dragon (2001)
- National Security (2003)
- The Princess of Nebraska (2007)
- Julia (2008)
- Lakeview Terrace (2008)
- Sympathy for Delicious (2010)